# Małolaty u taty
Małolaty u taty (ang. Daddy Day Care) – amerykańska komedia z 2003 roku w reżyserii Steve’a Carra.

## Opis fabuły
Dwaj pracownicy agencji reklamowej, Charlie (Eddie Murphy) i Phil (Jeff Garlin), zostają zwolnieni z powodu nieudanej kampanii płatków śniadaniowych. Ich małżonki muszą zarabiać na dom, a oni szukają pracy i zajmują się dziećmi. Ponieważ nie stać ich już na posyłanie pociech do ekskluzywnego przedszkola Chapman Academy, prowadzonego przez pannę Gwyneth Harridan (Anjelica Huston), bezrobotni panowie wpadają na świetny pomysł. Postanawiają połączyć nowe obowiązki z pracą zarobkową – otwierają przedszkole o nazwie „Małolaty u taty”. Nie jest to zadanie łatwe, a przy tym bardzo cierpi ich męska ambicja. Na początku nie idzie im najlepiej, ponieważ nie mają pojęcia o profesjonalnej opiece nad dziećmi. Żadna mama nie chce im powierzyć swoich pociech. Jednak po wielu zabawnych perypetiach z udziałem podopiecznych udaje im się nawiązać z nimi więź. Pomaga im w tym nowy pomocnik Marvin (Steve Zahn). Mężczyźni zaczynają dawać sobie radę z bałaganem, a nawet zyskują sporą popularność i z grupy rozbrykanych brzdąców tworzą wzorowe przedszkole. Dzieciaki czują się u nich znakomicie, natomiast snobistyczne Chapman Academy zaczyna tracić klientów. Dyrektorka tej placówki zaczyna więc snuć wymyślne intrygi, aby zaszkodzić reputacji konkurencji i pozbyć się jej.

## Obsada
- Eddie Murphy – Charlie Hinton
- Jeff Garlin – Phil
- Steve Zahn – Marvin
- Regina King – Kim Hinton
- Anjelica Huston – Panna Gwyneth Harridan
- Lacey Chabert – Jenny
- Kevin Nealon – Bruce
- Shane Baumel – Crispin
- Max Burkholder – Max
- Jimmy Bennett – Flash/Tony
- Khamani Griffin – Ben Hinton
- Elle Fanning – Jamie
- Siobhan Fallon Hogan – Peggy
- Wallace Langham – Jim Fields
- Lisa Edelstein – Mama Crispina
- Hailey Noelle Johnson – Becca

## Wersja polska
Opracowanie wersji polskiej: Start International Polska

Reżyseria: Joanna Wizmur

Dialogi polskie: Joanna Serafińska

Dźwięk i montaż: Janusz Tokarzewski

Kierownik produkcji: Paweł Araszkiewicz

Udział wzięli:
- Jacek Rozenek – Charlie
- Paweł Sanakiewicz – Phil
- Tomasz Steciuk – Marvin
- Karolina Wytykus – Ben
- Agata Gawrońska-Bauman – Kim
- Małgorzata Gudejko – Pani Harridan
- Paweł Szczesny – Kubitz

oraz
- Małgorzata Boratyńska
- Izabella Bukowska
- Krystyna Kozanecka-Dominik
- Izabela Dąbrowska
- Elżbieta Kopocińska-Bednarek
- Iwona Rulewicz
- Anna Apostolakis-Gluzińska
- Wanda Elbińska-Robaczewska
- Tomasz Bednarek
- Mieczysław Morański
- Jarosław Boberek
- Rafał Sisicki
- Katarzyna Czarnota
- Krzysztof Królak
- Kajetan Lewandowski
- Marysia Steciuk
- Beniamin Lewandowski
- Marlena Urbańska
- Adrianna Komosa
- Krzysztof Bednarek
- Wit Gluziński

i inni
Lektor: Tomasz Kozłowicz